# 大衛·高克
（1971年10月8日—）是英國政治人物和事务律师，2005年起擔任下議院西南赫特福德郡選區議員，2017年6月起出任就業和养老金大臣，於2018年1月調任為司法大臣。黨籍原是保守黨，2019年9月因議會表決時支持從同黨首相鮑里斯·強森手中奪回議會議程控制權，因而被開除黨籍。

## 早年生活
高克生于萨福克郡历史悠久的城镇伊普斯威奇，毕业于当地的北门高中，后考入牛津大學聖艾德蒙學堂，1993年以法学学士学位毕业，又在位于切斯特的英国法学学院接收法律务实教育，1995年毕业。

## 早年事业
1993年高克成为时任米尔顿凯恩斯西南选区保守党议员巴里·莱格的私人研究员。1995年他在里德·史密斯律师事务所实习，1997年正式获得事务律师资格。1999至2005年间，在麦克法兰斯律师事务所任事务律师。

## 政治事业
1998年，高克当选为大伦敦东布伦特选区的保守党协会副主席，任期两年。2001年出马在本区参选，以13,047票不敌工党议员保罗·迪斯利。2005年他接替退休的西南赫特福德郡选区保守党议员理查德·佩奇，以8,473张多数票进入下院。当年6月9日在下院做首次演講。
2005年至2008年高克任下院程序专责委员会委员。2006至2007年间短暂担任财政专责委员会委员，后晋升反对党前座团队，任影子财政秘书。
2010年保守党-自民党联合政府上台，高克任财政部财务秘书。
2013年12月，高克在他的选区办公室张贴招募为期六个月的涉及“行政管理、基本函电、日记管理、募捐、竞选及相关工作”的实习职位广告后，不得不向归自己管辖的税务海关总署报告。此前一个月，总署刚刚对雇主没有支付最低工资的行为进行了打击，并承诺调查所有涉及到企业使用长期无薪实习生的案件。
2016年7月13日，高克成为枢密院顾问官。
2016年7月14日，高克被新首相特蕾莎·梅任命为财政部第一秘书，升入内阁。2017年6月11日改任工作和养老金大臣。
2019年9月，因議會表決時支持從同黨首相鮑里斯·強森手中奪回議會議程控制權，因而被開除保守黨黨籍。

## 个人生活
高克与瑞秋结婚，后者是法律研究机构刘易斯尼克西斯集团的专业支持律师，专门从事企业税。他们育有三個儿子，一家定居在紧邻大伦敦的赫特福德郡乔利伍德。高克是的球迷。